# Максим II Цариградски
Максим II Цариградски (грч. Μάξιμος; умро децембра 1216) је био васељенски патријарх Цариграда од 3. јуна до децембра 1216. Био је игуман манастира Акоимети и био је духовник никејског цара Теодора I Ласкариса пре него што је постао патријарх. Георгије Акрополит и Никифор Калист Сантопулос су били веома критични према њему, сугеришући да је био „необразован“ и да је једини разлог због којег је постављен за патријарха била његова интрига у женским одајама палате. Акрополит пише да се „удварао у женским одајама и да су му се жене заузврат удварале; јер ништа друго није било оно што га је уздигло до такве узвишености“. Максим II је био патријарх у егзилу, јер је у то време његово титуларно место заузимала Латинска патријаршија Цариграда, а живео је у Никеји. Умро је на дужности након само шест месеци на патријаршијском престолу.